# 小林清志
小林清志（日语：／ Kobayashi Kiyoshi，1933年1月11日—2022年7月30日），日本男性配音員、演員、旁白。東京俳優生活協同組合所屬，及該公司的創設人之一。身高168cm。A型血。
憑藉獨特的低沉嘶啞聲，一開始就活躍在配音界。動畫的主要作品有《魯邦三世》系列的次元大介和《妖怪人間貝姆》（1968年）的貝姆。此外，他還負責許多廣告和電視節目的旁白，並為外國電影為詹姆士·柯本和李·馬榮進行日語配音。

## 生平
- 1953年從日本大學藝術學部演劇科畢業之後，加入經紀公司國民文化研究所·劇團泉座[7]。1960年參與成立東京俳優生活協同組合（簡稱「俳協」）之後，成為俳協的從屬聲優[7]。
- 為人熟悉的代表配音作品有動畫《妖怪人間貝姆》的貝姆、《魯邦三世》長壽系列的次元大介[7]。除了動畫、海外電影與電視影集的日語配音（詹姆士·柯本、李·馬榮主演）之外，還擔任過《極限體能王》、《中居大師說》、《如果我太田光當上總理大臣…秘書田中。（日语：太田光の私が総理大臣になったら…秘書田中。）》等許多綜藝節目和運動節目的旁白。
- 特技：英文翻譯[7]。
- 2017年1月9日，小林在朝日電視台播放的節目《200位人氣聲優認真票選！聲優總選舉3小時SP》的排名中得到第15名[12]。同年2月，榮獲第11屆聲優Award功勞獎[13]。
- 2021年9月6日，因為年事已高而宣布退任，擔任的角色將交由其他聲優接手。
- 2022年7月30日上午7點06分，小林清志因肺炎逝世。享壽89歲。訃告於同年8月8日由所屬的事務所公佈[14]。

## 演出
粗體字表示主要角色。

### 電視動畫
1965年
- 宇宙巡邏員霍帕（日语：宇宙パトロールホッパ）（達爾頓隊長[15]）

1966年
- 遊星假面（日语：遊星仮面）（羅伯特·約翰生[16]）
- 原子小金剛 (1963年版)（天馬博士 等）

1967年
- 黃金蝙蝠（部落少年的父親、葛拉斯）
- 悟空大冒險
- 马赫GoGoGo（布萊克）

1968年
- 巨人之星（阿姆斯壯·奧茲瑪）
- 佐武與市捕物控（日语：佐武と市捕物控）（天童大馬 等）
- 妖怪人間貝姆 (1968年版)（貝姆[17]）

1969年
- 海底小遊俠（老虎、基拉、莫雷·莫瑞、斯特拉根閣下）
- 忍風KAMUI外傳（日语：カムイ外伝#テレビアニメ）（大頭[18]、丹波的天人[注 1]）
- 虎面人（Mr.神風、黑色V）

1970年
- （丹波左文字）
- 無影腳（野口修[19]）

1971年
- 足球健將（貝瑞）
- 小拳王（回稻葉、沼田 等）
- 魯邦三世 (TV第1系列)（次元大介[20]）

1972年
- 赤胴鈴之助（鬼首十郎太）
- 惡魔人（妖獸）

1973年
- 鐵甲飛天俠（ブラスターデビル）
- 荒野少年神勇（日语：荒野の少年イサム）

1974年
- 科學小飛俠（惡魔博士）
- 守護地球吧！英勇無敵號（獸身魔）

1975年
- 月光女俠（札拉爾隊長[21]）

1977年
- 新巨人之星（麥可·布朗）
- 超合體魔術機器人 銀凱薩（歌德博士[22]）
- 魯邦三世 (TV第2系列)（日语：ルパン三世 (TV第2シリーズ)）（次元大介[23]）

1978年
- 銀河鐵道999 (1978年版)（奴達爾）
- 小英的故事（普拉格男爵）

1979年
- 科學探險隊（旁白[24]）
- 哆啦A夢 (大山羨代版)
- 新巨人之星II（死神哥斯曼）

1982年
- 雷鳥2086（傑拉德·辛普森[25]）
- SPACE COBRA（水晶男孩[26]）
- 高爾夫球手猿 (特別篇)（日语：プロゴルファー猿）（打[27]）
- 我的青春的阿卡迪亞 無限軌道SSX（日语：わが青春のアルカディア 無限軌道SSX）（有紀悟郎）

1983年
- 亞空大作戰斯蘭格爾（杜克·曼迪、旁白）
- 光速電神Albegas（喬治）
- 超時空騎兵（高城洋一[28]）
- 漫畫日本史（日语：まんが日本史 (日本テレビ)）（源賴朝）

1984年
- 新好小子（日语：あした天気になあれ (漫画)）（龍谷[29]）
- 魯邦三世 PatrIII（日语：ルパン三世 PartIII）（次元大介[30]）

1985年
- 高爾夫頑童猿（夏克·奇樂）
- 搞怪拍檔（布魯斯）

1987年
- 城市獵人（克拉克）
- 妙手小廚師（村田源一郎、科白亞王國國王）

1989年
- 美味大挑戰（尾藤康介）
- 森林大帝 (1989年版)（麥洛迪）
- 天空戰記（創造神梵天）
- 魯邦三世：再見，自由女神。危機一刻！（日语：ルパン三世 バイバイ・リバティー・危機一発!）（次元大介[31]）

1990年
- 魯邦三世：海明威手稿之謎（日语：ルパン三世 ヘミングウェイ・ペーパーの謎）（次元大介[32]）

1991年
- 魯邦三世：拿破崙辭典爭奪戰（日语：ルパン三世 ナポレオンの辞書を奪え）（次元大介[33]）

1992年
- 魯邦三世：俄羅斯之戀（日语：ルパン三世 ロシアより愛をこめて）（次元大介[34]）
- 黑色推銷員（小宮友雄）

1993年
- 魯邦三世：魯邦暗殺指令（日语：ルパン三世 ルパン暗殺指令）（次元大介[35]）

1994年
- 霸王大系龍騎士（皇帝）
- 魯邦三世：燃燒吧斬鐵劍（日语：ルパン三世 燃えよ斬鉄剣）（次元大介[36]）

1995年
- NINKU -忍空-（麗朱）
- 魯邦三世：追尋哈里馬歐的寶藏!!（日语：ルパン三世 ハリマオの財宝を追え!!）（次元大介[37]）

1996年
- 名偵探柯南（諏訪雄二）
- 魯邦三世：暮色☆雙子座的秘密（日语：ルパン三世 トワイライト☆ジェミニの秘密）（次元大介[38]）

1997年
- 白鯨傳說（日语：白鯨伝説）（庫巴·加西亞）
- 勇者王（旁白）
- 魯邦三世：瓦爾薩P38（日语：ルパン三世 ワルサーP38）（次元大介[39]）

1998年
- 章魚燒超人（日语：たこやきマントマン）（[40]）
- 魯邦三世：炎之記憶 ～東京危機～（日语：ルパン三世 炎の記憶〜TOKYO CRISIS〜）（次元大介[41]）

1999年
- 週刊故事樂園（日语：週刊ストーリーランド）（旁白）
- 魯邦三世：愛的記號 ～不二子的倒霉日～（日语：ルパン三世 愛のダ・カーポ〜FUJIKO'S Unlucky Days〜）（次元大介[42]）

2000年
- 週刊故事樂園（旁白）
- 魯邦三世：一美元戰爭（日语：ルパン三世 1$マネーウォーズ）（次元大介[43]）

2001年
- 鄰家女孩 迷惘的十字路口 ～風之速～（博蒙特）
- （旁白[44]）
- NOIR（貝爾托尼耶）
- 魯邦三世：連接阿爾卡特拉兹（日语：ルパン三世 アルカトラズコネクション）（次元大介[45]）

2002年
- 魯邦三世 Episode:0 初次交鋒（日语：ルパン三世 EPISODE:0 ファーストコンタクト）（次元大介[46]）

2003年
- 獸兵衛忍風帖 龍寶玉篇（安兵衛）
- 魯邦三世：奪寶大作戰!!（日语：ルパン三世 お宝返却大作戦!!）（次元大介[47]）

2004年
- 魯邦三世：被盜的魯邦 ～模仿者是盛夏的蝴蝶～（日语：ルパン三世 盗まれたルパン 〜コピーキャットは真夏の蝶〜）（次元大介[48]）

2005年
- 甲賀忍法帖（甲賀彈正[49]）
- 學園快樂七福神 ～The·電視漫畫～（日语：はっぴぃセブン）（語）
- 名偵探柯南（比利）
- 勇者王 FINAL GRAND GLORIOUS GATHERING（高之橋兩輔、旁白）
- 魯邦三世：天使的策略 ～夢的碎片是殺人的香味～（日语：ルパン三世 天使の策略 〜夢のカケラは殺しの香り〜）（次元大介[50]）

2006年
- 死亡筆記本（渡／奎許·華米）
- 魯邦三世：七日狂想曲（日语：ルパン三世 セブンデイズ・ラプソディ）（次元大介[51]）

2007年
- 魯邦三世：霧之謎（日语：ルパン三世 霧のエリューシヴ）（次元大介[52]）

2008年
- 魯邦三世 sweet lost night ～魔法神燈是噩夢的預感～（日语：ルパン三世 sweet lost night 〜魔法のランプは悪夢の予感〜）（次元大介[53]）

2009年
- 魯邦三世VS名偵探柯南（次元大介[54]）

2010年
- 魯邦三世 the Last Job（日语：ルパン三世 the Last Job）（次元大介[55]）

2011年
- 魯邦三世：血之刻印 ～永遠的Mermaid～（日语：ルパン三世 血の刻印 〜永遠のMermaid〜）（次元大介[56]）

2012年
- 魯邦三世 -名為峰不二子的女人-（次元大介[57]）
- 魯邦三世：東方見聞錄 ～Another Page～（日语：ルパン三世 東方見聞録 〜アナザーページ〜）（次元大介[58]）

2013年
- 魯邦三世 princess of the breeze ～被隱藏的空中都市～（日语：ルパン三世 princess of the breeze 〜隠された空中都市〜）（次元大介[59]）

2015年
- 魯邦三世 (2015年系列)（次元大介[60]）

2016年
- 在下坂本，有何貴幹？（旁白）
- 魯邦三世：義大利遊戲（日语：ルパン三世 イタリアン・ゲーム）（次元大介[61]）

2018年
- 魯邦三世 PART5（次元大介）

2021年
- 魯邦三世 PART6 EPISODE 0（次元大介）※後續由大塚明夫接替

### 電影動畫
1973年
- 鐵金剛Z對惡魔人（日语：マジンガーZ対デビルマン）（魔將軍）

1974年
- 鐵金剛Z對暗黑大將軍（日语：マジンガーZ対暗黒大将軍）（暗黑大將軍）

1978年
- 劇場版 科學小飛俠（旁白）
- 魯邦三世：魯邦VS複製人（次元大介[62]）

1979年
- 魯邦三世：卡里奧斯特羅之城（次元大介[62]）

1980年
- （一月精靈[63]）

1982年
- FUTURE WAR 198X年（日语：FUTURE WAR 198X年）（特報旁白）

1983年
- Crusher Joe（日语：クラッシャージョウ）（塔羅斯）
- 劇場版 骷髅13（T·傑佛遜將軍）
- 帕塔里洛：星塵計劃（日语：パタリロ!#劇場アニメ）（大魔神[64]、目立電機KK社長[注 2]）

1984年
- 地球物語 傳心術士2500（首領[65]）
- 劇場版 未來少年柯南：巨大機毒蛾號的復活（旁白[66]）

1985年
- 哆啦A夢：大雄的宇宙小戰爭（預告旁白）
- 魯邦三世：巴比倫的黃金傳說（日语：ルパン三世 バビロンの黄金伝説）（次元大介[62]）

1986年
- （波塞冬[67]）
- GREY Digital Target（日语：GREY）（雷德）

1988年
- 劇場版 鬥將!! 拉麵男（黑色魔王）

1989年
- 戰國奇譚妖刀傳 總集篇（日语：妖刀伝）（幻悠齋）

1991年
- 機動戰士鋼彈F91（茲列特·古格爾上校）

1992年
- 機動戰士鋼彈0083：吉翁的殘光（艾裘·迪拉茲、旁白）
- 哆啦A夢：大雄與雲之王國（盜獵者首領[注 3]、音樂劇『天國的誕生』旁白、預告旁白）

1993年
- 劇場版 銀河英雄傳說：新戰爭的序曲（安德里安·魯賓斯基）

1995年
- 起程的冒險者們 Legend of Crystania（日语：クリスタニア）（巴爾巴斯）
- 魯邦三世：去死吧！諾斯特拉達穆斯（日语：ルパン三世 くたばれ!ノストラダムス）（次元大介[62]）

1996年
- 魯邦三世 DEAD OR ALIVE（日语：ルパン三世 DEAD OR ALIVE）（次元大介[62]）

2002年
- 名偵探柯南：貝克街的亡靈（詹姆斯·莫里亞蒂教授[68]）

2003年
- 哆啦A夢：大雄與不可思議的風使者（烏蘭達[69]）

2004年
- 蠟筆小新：風起雲湧！夕陽下的春日部男孩（傑士提斯·拉佛）

2005年
- 劇場版 怪醫黑傑克：兩位神秘醫師（馮二齊）

2013年
- 宇宙海賊哈洛克 -SPACE PIRATE CAPTAIN HARLOCK-（日语：キャプテンハーロック -SPACE PIRATE CAPTAIN HARLOCK-）（老人[70]）
- 魯邦三世VS名偵探柯南 THE MOVIE（次元大介[71]）

2014年
- LUPIN THE IIIRD 次元大介的墓碑（日语：LUPIN THE IIIRD 次元大介の墓標）（次元大介[72]）

2017年
- LUPIN THE IIIRD 血煙的石川五右衛門（日语：LUPIN THE IIIRD 血煙の石川五ェ門）（次元大介[73]）

2019年
- 魯邦三世：峰不二子的謊言（日语：LUPIN THE IIIRD 峰不二子の嘘）（次元大介[74]）
- 魯邦三世 THE FIRST（次元大介[75]）

2020年
- 劇場版 BEM ～成為人類～（旁白[76]）

### OVA
1969年
- 魯邦三世 (1969年OVA)（日语：ルパン三世 パイロットフィルム）（次元大介）

1971年
- 魯邦三世 (1971年OVA)（次元大介）

1985年
- 裝甲騎兵 最後的紅肩隊（葛雷哥萊·卡爾洛斯）
- 無限地帶23（夢叶影弦）

1986年
- AI CITY（日语：アイ・シティ）（古·拉瓜·利）
- The Humanoid 悲傷星球萊薩莉亞（日语：ザ・ヒューマノイド 哀の惑星レザリア）（阿隆）
- 超時空羅曼藝術 SAMY MISSING 99（日语：超時空ロマネスク SAMY MISSING・99）（鷹之帝王）

1987年
- 戰國奇譚妖刀傳（日语：妖刀伝）（幻悠齋）

1988年
- 銀河英雄傳說（安德里安·魯賓斯基）
- 裝甲騎兵 紅肩隊記錄 野心的根源（葛雷哥萊·卡爾洛斯）
- 暴力傑克 地獄街（日语：バイオレンスジャック#バイオレンスジャック 地獄街）（傑克）
- 麻雀飛翔傳 哭泣的龍（日语：麻雀飛翔伝 哭きの竜）（旁白）
- 魔界都市〈新宿〉（雷比·拉）

1989年
- CRUSHER JOE 結冰監獄的陷阱（日语：クラッシャージョウ#クラッシャージョウ - 氷結監獄の罠）（塔羅斯）
- CRUSHER JOE 最終兵器灰燼（日语：クラッシャージョウ#クラッシャージョウ - 最終兵器アッシュ）（塔羅斯）
- （門間善藏）

1990年
- 力王 RIKI-OH VIOLENCE2 滅亡之子（日语：力王#力王 RIKI-OH VIOLENCE2 滅びの子）（鱶尾）

1991年
- 機動戰士鋼彈0083：Stardust Memory（艾裘·迪拉茲、旁白）

1993年
- 代紋TAKE2 第II章（日语：代紋TAKE2）（山崎忠義）
- JoJo的奇妙冒險（穆罕默德·阿布德爾）

1994年
- WILD 7（日语：ワイルド7）（世界）

1995年
- 沉默的艦隊（艾倫·B·蘭辛）
- 人間革命（日语：人間革命）（戶田城聖）

1996年
- Legend of Crystania（日语：クリスタニア）（巴爾巴斯）

1998年
- 宇宙女海賊 Queen Emeraldas（日语：クイーン・エメラルダス）（船長）

2000年
- JoJo的奇妙冒險 ADVENTURE（穆罕默德·阿布德爾）
- 勇者王FINAL（高之橋兩輔、旁白）

2002年
- 魯邦三世：活下來的魔術師（日语：ルパン三世 生きていた魔術師）（次元大介[62]）

2004年
- 櫻花大戰 新巴黎（日语：サクラ大戦 ル・ヌーヴォー・巴里）（北大路正道）

2008年
- （〈♂〉、道斯·艾倫）
- 魯邦三世 GREEN vs RED（日语：ルパン三世 GREEN vs RED）（次元大介[62]）

2011年
- 怪醫黑傑克 FINAL（將軍[77]）

2012年
- 魯邦三世 Master File（日语：ルパン三世 Master File）（次元大介[62]）

### 遊戲
1992年
- 魔法少女Silky Lip（日语：魔法の少女シルキーリップ）（奈良枝善次郎）
- 夢幻戰士（魔王羅古雷斯）[注 4]

1993年
- 天外魔境 風雲歌舞伎傳（日语：天外魔境 風雲カブキ伝）（聖騎士艾力克斯）

1994年
- ALSHARK（日语：アルシャーク）（史克拉普·喬）
- 超人七號 - 地球防衛作戰 -
- Shock Wave（日语：ショックウェーブ (ゲーム)）（湯瑪斯・克林）
- 真SAMURAI SPIRITS 覇王丸地獄變（柳生十兵衛）

1995年
- BS薩爾達傳說（旁白）

1996年
- 侍魂 天草降臨（柳生十兵衛）
- Linkle Liver Story（日语：リンクル・リバー・ストーリー）（旁白）

1997年
- VIRUS（日语：VIRUS）（艾布拉罕·馬克諾頓）
- 攻殼機動隊 GHOST IN THE SHELL（日语：攻殻機動隊 GHOST IN THE SHELL）（石川）
- 真說侍魂 武士道烈傳（柳生十兵衛）
- 瑪莉加 ～真實的世界～（日语：マリカ 〜真実の世界〜）（茨博士）
- 魯邦三世 卡里奧斯特羅城 -再會-（日语：ルパン三世 カリオストロの城 -再会-）（次元大介）

1998年
- AZITO2（杜卡下級戰鬥員）
- EVE The Lost One（日语：EVE The Lost One）（羅梅奧斯大司教）
- SD鋼彈 G世代（艾基爾·迪拉茲）
- 機動戰士鋼彈 基連的野望（日语：機動戦士ガンダム ギレンの野望）（艾基爾·迪拉茲）
- SS三四郎 認真遊戲（日语：せがた三四郎 真剣遊戯）（旁白）
- 立體忍者活劇 天誅（旁白）

1999年
- SD鋼彈 G世代 ZERO（艾基爾·迪拉茲）
- 立體忍者活劇 天誅 忍凱旋（佐佐木半兵衛、旁白）

2000年
- 裏技麻雀 ～天和～（史達瑞）
- SD鋼彈 G世代-F（艾基爾·迪拉茲）
- 機動戰士鋼彈 基連的野望 吉翁的系譜（日语：機動戦士ガンダム ギレンの野望 ジオンの系譜）（艾基爾·迪拉茲）
- BRAVE SAGA2（日语：ブレイブサーガ2）（勇者王的旁白）

2001年
- SD鋼彈 G世代-F.I.F（艾基爾·迪拉茲）
- The 警察官2 全國大追跡特輯（日语：ザ・警察官）（旁白）
- 超級機器人大戰α（艾基爾·迪拉茲）
- 零 zero（高峰準星）
- 魯邦三世 THE SHOOTING（日语：ルパン三世 THE SHOOTING）（次元大介）

2002年
- SD鋼彈 G世代 NEO（艾基爾·迪拉茲）
- 機動戰士鋼彈 基連的野望  吉翁的獨立戰爭記（日语：機動戦士ガンダム ギレンの野望 ジオン独立戦争記）（艾基爾·迪拉茲）
- 魯邦三世 魔術王的遺產（日语：ルパン三世 魔術王の遺産）（次元大介）

2003年
- 機動戰士鋼彈 相逄在宇宙（日语：機動戦士ガンダム めぐりあい宇宙）（艾基爾·迪拉茲）
- 鬼太郎 異聞妖怪奇譚（日语：ゲゲゲの鬼太郎 異聞妖怪奇譚）（巴克貝亞德）
- 鬼太郎 逆襲！妖魔大血戰（日语：ゲゲゲの鬼太郎 逆襲!妖魔大血戦）（巴克貝亞德）
- 侍魂零（柳生十兵衛）
- SUNRISE WORLD WAR From日昇英雄譚（日语：サンライズ英雄譚）（艾基爾·迪拉茲、葛雷哥萊·卡爾洛斯）
- 第2次超級機器人大戰α（茲列特·古格爾、勇者王旁白）
- 天誅 參（旁白）
- FATAL FRAME 零 SPECIAL EDITION（高峰準星）
- 魯邦三世 在海中消失的財寶（次元大介）

2004年
- SD鋼彈 G世代 SEED（艾基爾·迪拉茲）
- 侍魂零SPECIAL（柳生十兵衛）
- 天誅 紅（旁白）
- 多羅羅（壽海、旁白）
- 全民高爾夫 攜帶版（日语：みんなのGOLF）（普立茲）
- 魯邦三世 染血的哥倫布遺產（日语：ルパン三世 コロンブスの遺産は朱に染まる）（次元大介）

2005年
- COBRA THE ARCADE（日语：コブラ・ザ・アーケード）（水晶男孩）

2006年
- Another Century's Episode 2（艾基爾·迪拉茲、旁白）
- SD鋼彈 G世代 PORTABLE（艾基爾·迪拉茲）
- 暴風傳奇（教皇〈文生·布里吉斯〉）
- 天誅 千亂（旁白）

2007年
- SD鋼彈 G世代 SPIRITS（艾基爾·迪拉茲、茲列特·古格爾）
- 暮蟬鳴泣時之祭典 碎片遊戲（日语：ひぐらしのなく頃に祭）（僅出題篇 慶功宴旁白）
- 全民高爾夫 攜帶版2（普立茲）
- 除暴戰警（日语：ライオットアクト）（旁白）
- 魯邦三世 獻給魯邦死、獻給錢形愛（日语：ルパン三世 ルパンには死を、銭形には恋を）（次元大介）

2008年
- 我們的生存遊戲 攜帶版（日语：俺たちのサバゲー PORTABLE）
- 機動戰士鋼彈 吉翁的野望 阿克西斯的威脅（日语：機動戦士ガンダム ギレンの野望 アクシズの脅威）（艾基爾·迪拉茲）
- 蠟筆小新：呼風喚雨的電影樂園大挑戰！（日语：クレヨンしんちゃん 嵐を呼ぶ シネマランド カチンコガチンコ大活劇!）（傑士提斯·拉佛）
- 超級機器人大戰A PORTABLE（艾基爾·迪拉茲）
- 天誅 4（旁白）

2009年
- SD鋼彈 G世代 WARS（艾基爾·迪拉茲、茲列特·古格爾）
- 機動戰士鋼彈 吉翁的野望 阿克西斯的威脅V（日语：機動戦士ガンダム ギレンの野望 アクシズの脅威V）（艾基爾·迪拉茲）
- 超級機器人大戰NEO（日语：スーパーロボット大戦NEO）（皇帝）

2011年
- SD鋼彈 G世代 WORLD（艾基爾·迪拉茲、茲列特·古格爾）
- SD鋼彈 G世代 3D（艾基爾·迪拉茲）
- 機動戰士鋼彈 新吉翁的野望（日语：機動戦士ガンダム 新ギレンの野望）（艾基爾·迪拉茲）
- 第2次超級機器人大戰Z 破界篇（葛雷哥萊·卡爾洛斯）
- Deus Ex（ヒュー·ダロウ）

2012年
- 第2次超級機器人大戰Z 再世篇（葛雷哥萊·卡爾洛斯）

2013年
- 超級機器人大戰Operation Extend（葛雷哥萊·卡爾洛斯）

2014年
- 蠟筆小新：呼風喚雨春日部電影明星！（正義·愛[78]）
- 三國志英歌[79]

2015年
- 暮蟬悲鳴時粋（旁白）

2016年
- Final Fantasy 世界（日语：ワールド オブ ファイナルファンタジー）（奧汀）

### 外語配音

#### 演員
艾爾·勒提里
- 教父（英语：The Godfather (film series)）（Virgil Sollozzo）※日本電視台版。
- 亡命大煞星（英语：The Getaway (1972 film)）（Rudy Butler）※日本電視台、朝日電視台舊錄製版。
- 盗毒（英语：McQ）（Manny Santiago）※朝日電視台版。

克林·伊斯威特
- 太空牛仔（Francis D. "Frank" Corvin）※影碟版。
- 迫切的任務（英语：True Crime (1999 film)）（Steve Everett）※影碟版。
- 血型拼圖（Terry McCaleb）※影碟版。

佛朗哥·尼羅
- 終極警探2（Ramon）※富士電視台版。
- 迪亞戈（Django）
- 六壯士續集（英语：Force 10 from Navarone (film)）（Lescovar大尉）※DVD版。
- 德州游俠（英语：Texas, Adios）（Burt Sullivan）※東京電視台版[注 5]。

喬治·甘迺迪
- 國際機場（Joe Patroni）※朝日電視台版。
- 父子三英豪（英语：Cahill U.S. Marshal）（Abe Fraser）
- 驚爆九重天（英语：The Concorde ... Airport '79）（Joseph "Joe" Patroni）※朝日電視台版[注 5]。
- 幽冥鬼船（英语：Death Ship (1980 film)）（Ashland船長）※富士電視台版[注 6]。
- 驅魔警探（英语：Deliver Us from Evil (1973 film)）（Walter 'Cowboy' McAdams）
- 大地震（Lou Slade）※朝日電視台版。

克里斯托弗·普盧默
- 驚爆內幕（英语：The Insider (film)）（邁克·華萊士）※影碟版。
- 鋒迴路轉（Harlan Thrombey[80]）
- 沉默的伙伴（英语：The Silent Partner (1978 film)）（Harry Reikle）

日昂-馬利亞·沃蘭特
- 將軍的子彈（英语：A Bullet for the General）（El Chuncho Munoz）
- 荒野大鏢客（Ramón Rojo）※朝日電視台舊錄製版。
- 黃昏雙镖客（El Indio）※朝日電視台版。

傑克·皮連斯
- 同伴（英语：Compañeros）（John）
- 原野奇俠（英语：Shane (film)）（Jack Wilson）※日本電視台舊錄製、朝日電視台版。

詹姆士·柯本
- 牙買加的風（英语：A High Wind in Jamaica (film)）（Zac）※東京電視台版。
- 美國槍聲（英语：American Gun (2002 film)）（Martin Tillman）
- 咬緊子彈（英语：Bite the Bullet (film)）（Luke Matthews）※朝日電視台版。
- 謎中謎（Tex Panthollow）※日本電視台、富士電視台、朝日電視台版。
- 魔鬼毀滅者 ※影碟版、日本電視台版[注 7]。
- 火力（英语：Firepower (film)）（Jerry Fanon／Eddie）※TBS版。
- 第三集中營（英语：The Great Escape (film)）（Louis Sedgwick）※富士電視台版[注 5]。
- 快打旋風 (1975年電影)（英语：Hard Times (1975 film)）（Spencer "Speed" Weed）※朝日電視台版[注 5]。
- 妙手空空大行動（英语：Harry in Your Pocket）（Harry）
- 突襲魔鬼嶺（英语：Hell Is for Heroes (film)）（Frank Henshaw）※富士電視台版[注 5]。
- 終極神鷹（英语：Hudson Hawk）（喬治·卡普蘭）※日本電視台、朝日電視台版。
- 諜報飛龍續集（英语：In Like Flint）（Derek Flint）
- 豪勇七蛟龍（Britt）※朝日電視台版[注 5]。
- 鄧迪少校（Samuel Potts）※富士電視台版。
- 中途島（英语：Midway (film)）（Vinton Maddox上校）※TBS版。
- 諜報飛龍（英语：Our Man Flint）（Derek Flint）
  - 諜報飛龍續集（英语：In Like Flint）（Derek Flint）
- 危險人物（英语：Payback (1999 film)）（Justin Fairfax）
- 比利小子／21歲的生涯（英语：Pat Garrett and Billy the Kid）（Pat Garrett）※富士電視台版。
- 修女也瘋狂2：舊習難改（Crisp理事長）※TBS、影碟版。
- 少壯屠龍陣2（英语：Young Guns II）（約翰·齊兹厄姆）※VHS版。

李·馬榮
- 黑巖喋血記（英语：Bad Day at Black Rock）（Hector David）※東京電視台、日本電視台版。
- 鐵血軍營（軍曹）
- 小00擒賊記（英语：Dog Day (1984 film)）（Jimmy Cobb）
- 珊島樂園（英语：Donovan's Reef）（Thomas Aloysius "Boats" Gilhooley）※電視播出版[注 5]。
- 高爾基公園（英语：Gorky Park (film)）（Jack Osborne）※朝日電視台版。
- 財色驚魂（英语：The Killers (1964 film)）（查理·斯特羅姆）
- 雙虎屠龍（Liberty Valance）
- 長征萬寶山（英语：Paint Your Wagon (film)）（Ben Rumson）
- 職業大賊（英语：The Professionals (1966 film)）（Henry 'Rico' Fardan）
- 大賊王與小煞星（英语：The Spikes Gang）（哈利·史派克）

山姆·埃利奧特
- 暗潮洶湧（英语：The Contender (2000 film)）（Kermit Newman）
- 幽靈車神（Carter Slade／Caretaker／Ghost Rider）
- 魔幻羅盤（Lee Scoresby）※影碟版。
- 非戀不可（英语：The Hi-Lo Country）（Jim Ed Love）
- 紐約戰場（英语：Shakedown (1988 film)）（Richie Marks）※東京電視台版。

湯米·李·瓊斯
- 牧場之家好做伴（Axeman）
- 蝙蝠俠3（雙面人）※朝日電視台版。
- 炸彈追殺令（英语：Blown Away (1994 film)）（Ryan Gaerity）※影碟版。
- 黑幫追殺令（FBI搜査官Robert Stansfield）
- 火鳥出擊（英语：Fire Birds） ※朝日電視台版。
- 亡命天涯（Samuel Gerard）※朝日電視台版。
- 獵殺（英语：The Hunted (2003 film)）（L.T. Bonham）※東京電視台版。
- 誰殺了甘迺迪（Clay Shaw）※朝日電視台版。
- 活火熔城（Mike Roark[81]）※朝日電視台版。
- 絕命追殺令之就地正法（英语：U.S. Marshals (film)）（Chief Deputy）※東京電視台版。

#### 電影
- 辛亥革命（奕劻〈魏宗萬〉）
- 義海雄風（納森·R·傑瑟普上校〈傑克·尼科爾森〉）
- 蠻山血戰（英语：Across the Wide Missouri (film)）（鐵衫〈里卡多·蒙特爾班〉）
- 魔鬼暴警（英语：Action Jackson (1988 film)）（Peter Anthony Dellaplane〈Craig T. Nelson〉）
- 飛離航道（英语：Air America (film)）（Davenport參議員〈Lane Smith〉）※日本電視台版。
- 邊城英烈傳（英语：The Alamo (1960 film)）（旁白）※朝日電視台版。
- 48小時闖天關（Kirkland Smith〈Bernie Casey〉）※富士電視台版。
- Arachni（Samuel Leon博士）
- 飛鷹計劃（Adolf〈Aldo Sambrell〉）※VHS、BD、DVD版。
- 魯邦三世 (2004年電影)（Dreux-Soubise公爵〈Robin Renucci〉）
- 浴火赤子情（英语：Backdraft (film)）（Donald Rimgale〈羅伯特·德尼羅〉）※VHS、DVD版。
- 第六感追緝令（Talcott〈Chelcie Ross〉）※日本電視台版。
- 決戰猩球 (1973年電影)（MacDonald〈Austin Stoker〉）
- 乾柴烈火情（英语：Beautiful Joe (film)）（George The Geek〈伊恩·荷姆〉）
- 怒河（英语：Bend of the River）（Emerson Cole〈Arthur Kennedy〉）※朝日電視台版。
- 浮生年華（英语：The Best Years of a Life）（Jean-Louis Duroc〈尚-路易·特罕狄釀〉[82]）
- 陌路天使（英语：Between Strangers）（約翰〈彼得·普斯特李威〉）
- 霹靂炮2（英语：Beverly Hills Cop II）（John Taggart巡査部長〈John Ashton〉）※富士電視台版。
- 驚弓之鳥（英语：Bird on a Wire (film)）（Eugene Sorenson〈大衛·卡拉定〉）※朝日電視台版。
- 靈異總動員（英语：Bless the Child）（Grissom教宗〈伊恩·荷姆〉）
- 神鬼認證：最後通牒（Ezra Kramer〈史考特·葛倫〉）※富士電視台版。
- 科倫拜恩的保齡球（英语：Bowling for Columbine）（卻爾登·希斯頓[注 8]）※DVD、VHS版。
- 海角亡魂（Charlie Sievers〈特利·薩瓦拉斯〉）※朝日電視台版。
- 檔案風暴（英语：City Hall (film)）（Frank Anselmo〈丹尼·愛羅〉）※DVD版。
- 冷腳（英语：Cold Feet (1989 film)）（肯尼〈湯姆·威茨〉）
- 憤怒的末日（英语：Day of Anger）（Wild Jack〈Al Mulock〉）
- 豺狼的日子（旁白）※朝日電視台版。
- 奪命追蹤者（英语：The Deadly Trackers）（Gutierrez〈Al Lettieri〉）※朝日電視台版。
- 捉神弄鬼（英语：Death Becomes Her）（醫師〈薛尼·波勒〉）※日本電視台版。
- 核彈快車（英语：Death Train）（Konstantin Benin〈克里斯多福·李〉）
- 猛龍怪客3（旁白）※朝日電視台版。
- 在地心攔截（英语：DeepStar Six）（Phillip Laidlaw〈Taurean Blacque〉）※朝日電視台版[注 6]。
- 十二金剛（Joseph T. Wladislaw〈查爾斯·布朗森〉）
- 怪醫杜立德（Jacob the Tiger〈艾伯特·布魯克斯〉）※影碟版、日本電視台版。
- 猛鷹突擊兵團（旁白）
- 萬世英雄（英语：El Cid (film)）（García Ordóñez伯爵〈Raf Vallone〉）※富士電視台版。
- 海底喋血戰（英语：The Enemy Below）（Murrell艦長〈羅伯特·米徹姆〉）※富士電視台版、（Heinie小士官〈Theodore Bikel〉）※朝日電視台版。
- 亞特蘭翠大逃亡（English〈Paul Benjamin〉）※朝日電視台版。
- 紐約大逃亡（杜克〈艾薩克·海耶斯〉）※日本電視台版[注 6]。
- 黃昏雙镖客（El Indio〈Gian Maria Volontè 飾演〉）※朝日電視台版。
- 甘地傳 ※富士電視台版。
- 情歸紐澤西（英语：Garden State (film)）（Albert〈Denis O'Hare〉）
- 六壯士（Andrea Stavros上校〈安東尼·奎恩〉）※朝日電視台、東京電視台版。
- 經典戰役：決戰沖繩島（英语：Halls of Montezuma (film)）（Gilfillan中校〈Richard Boone〉）
- 哈里和漢德森一家（英语：Harry and the Hendersons）（Jacques LaFleur〈大衛·蘇歇〉）※TBS版。
- 突襲魔鬼嶺（英语：The Hell with Heroes）（Al Poland〈William Marshall〉）
- 魔蠍女殺手（日语：地獄の女囚コマンド）（Michael Bartos〈奧利弗·里德〉）※富士電視台版。
- 廣島（英语：Hiroshima (film)）（威廉·D·李海上將〈喬治·R·羅伯遜（英语：George R. Robertson）〉）
- 追擊赤色十月（Marko Aleksandrovich Ramius〈史恩·康納萊〉）※VHS、DVD版。
- 冰雪盟（英语：Ice Palace (film)）（Zeb Kennedy〈理查德·伯頓〉）
- 復仇戰將（英语：Inferno (1999 film)）（Johnny Six Toes〈丹尼·特喬〉）
- 惡棍特工（旁白〈山繆·L·傑克森〉）
- 驚爆內幕（英语：The Insider (film)）（Mike Wallace〈克里斯托弗·普盧默〉）
- 大淘金（英语：The Italian Job）（Camp Freddie〈Tony Beckley〉）
- 大白鯊3：一柱擎天（Calvin Bouchard〈小路易斯·格塞特〉）
- 蓋世梟雄（英语：Key Largo (film)）（Ziggy〈Marc Lawrence〉）
- 殺手精英（英语：The Killer Elite）（Mike Locken〈詹姆士·肯恩〉）※TBS版。
- 阿拉伯的勞倫斯（Murray將軍〈Donald Wolfit〉）※朝日電視台版。
- 復仇的日子（英语：Long Days of Vengeance）（Douglas保安官〈Francisco Rabal〉）※朝日電視台版。
- 魔戒三部曲：王者再臨（安格馬巫王〈Lawrence Makoare〉）
- 慾海浮生（Paul Gauguin〈Anthony Quinn〉）※NHK版。
- 蒙面俠蘇洛（Three-fingered Jack〈L.Q. Jones〉）※電視版。
- 衝鋒飛車隊2（Pappagallo〈Michael Preston〉）※富士電視台版。
- MIB星際戰警2（彼得·格雷夫斯[注 8]）※劇院公開版。
- 江湖好漢（Salvatore Maranzano〈邁可·坎邦〉）
- 我的表兄維尼（英语：My Cousin Vinny）（Jim Trotter III〈Lane Smith〉）
- 我的父親 (2003年電影)（The Father／Josef Mengele〈Charlton Heston〉）※DVD、VHS版。
- 神秘島（英语：Mysterious Island (1961 film)）（Cyrus Harding上尉〈Michael Craig〉）※日本電視台版。
- 攔截目擊者（英语：Narrow Margin）（Nelson〈James Sikking〉）※朝日電視台版。
- 特遣隊出擊（英语：Navy SEALs (film)）（Warren Stinson）※VHS版。
- 惡夜血吻（英语：Near Dark）（Jesse Hooker〈蘭斯·亨利克森〉）※東京電視台版[注 6]。
- 反暴特勤組（英语：Nighthawks (1981 film)）（Matthew Fox〈Billy Dee Williams〉）※富士電視台版。
- 王牌罪犯（英语：Ordinary Decent Criminal）（Tony Brady〈David Hayman〉）
- 法外出擊（Don Vittorio〈Ronald Maccone〉）※電視版。
- 九霄雲外（英语：Outland (film)）（Montone巡査〈James B. Sikking〉）※朝日電視台版。
- 魔獸戰場（Rothgar, King of Heorot〈約翰·杭特〉）
- 逃離惡魔島（Julot〈Clusiot Parfrey 〉）※富士電視台版[注 9]。
- 珍珠港（山本五十六〈岩松信〉）※影碟版。
- 追殺黑名單（英语：Pink Cadillac (film)）（Waycross〈John Dennis Johnson〉）※影碟版。
- 人猿星球系列
  - 征服猩球（Mas MacDonald〈Hari Rhodes〉[83]）
  - 人猿星球（Dodge中尉〈Jeff Burton〉）※TBS版[注 10]。
- 無罪的罪人（英语：Presumed Innocent (film)）（Raymond Horgan〈布萊恩·丹內利〉）※影碟版。
- 赤膽屠龍（英语：Rio Bravo (film)）（Joe Burdette〈Claude Akins〉）※朝日電視台版。
- 羅賓漢（Jurgen Prochnow）
- 摩天輪大血案（英语：Rollercoaster）（Simon Davenport〈亨利·方達〉）※DVD版。
- 羅馬，不設防的城市（弗朗西斯科）※東京電視台版。
- 菜鳥霹靂膽（英语：The Rookie (1990 film)）（Strom〈Raúl Juliá〉）※影碟版。
- 半斤八兩（強盗集團首領〈石堅〉）
- 紐約戰場（英语：Shakedown (1988 film)）（瑞奇·馬克斯〈山姆·埃利奧特〉）※東京電視台版。
- 少林寺（旁白）※劇院公映版。
- 魂斷天外天（英语：Silent Running）（Anderson）※朝日電視台版[注 11]。
- 情在深秋（英语：St. Ives (1976 film)）（Deal〈Harry Guardino〉）
- 外星戀（George Fox〈Richard Jaeckel〉）※朝日電視台版。
- 探戈（英语：Tango (1993 film)）（Vincent Baraduc〈Richard Bohringer〉）※VHS版。
- 忍者龜（史普林特（英语：Splinter (Teenage Mutant Ninja Turtles)）〈凱文·克萊許〉）※VHS版。
- 極度空間（Frank Armitage〈Keith David〉）※朝日電視台版。
- 禿鷹七十二小時（英语：Three Days of the Condor）（J. Higgins〈克里夫·羅勃遜〉）※朝日電視台版[注 12]。
- Tom Clancy's Net Force（英语：Tom Clancy's Net Force）（Steve Day〈克里斯·克里斯托佛森〉）
- 從地心竄出系列（Burt Gummer〈Michael Gross〉）※VHS版[注 13]。
  - 從地心竄出
  - 從地心竄出2
  - 從地心竄出3
- 鐵面無私 (1987年電影)（艾爾·卡彭〈羅伯特·德尼羅〉※富士電視台版。
- 迷魂記（Gavin Elster〈Tom Helmore〉※電視版。
- 奪命解碼（英语：Vidocq (2001 film)）（Lautrennes〈André Dussollier〉）
- 喬治·布希之叱吒風雲（喬治·H·W·布希〈詹姆斯·克倫威爾〉）
- 沒問題先生（Terrence Bundley〈Terence Stamp〉）
- 師弟出馬（鐵捕頭署長〈石堅〉）※2014年新錄製版。

#### 電視影集
- 大偵探波洛（Mr. Amberiotis〈Kevork Malikyan〉）
- 驚異傳奇（英语：Amazing Stories (1985 TV series)）（李察·馬索（英语：Richard Masur））
- 神仙家庭（英语：Bewitched） ※TBS版。
- 穿越平行世界（英语：Charlie Jade）（Julius Galt〈Danny Keogh〉）
- 鐵證懸案 (第3季)（Noah Pool／現在）
- 神探可倫坡（Jeffrey Neal〈Jaques Aubuchon〉、Hugh Creighton〈達布尼·寇曼〉）
- CSI犯罪現場（第10季：Bunny Nash、第11季：Gibson、第12季：Richardson）
- 荒野女醫情（英语：Dr. Quinn, Medicine Woman）（Cole〈約翰尼·卡什〉）
- 星級酒店 (2006年電視影集)（Wiltshire）
- 黑白雙雄（英语：I Spy (film)）（Alexander Scott〈比爾·寇司比〉）※東京電視台版。
- 偷天任務（Jimmy Ford〈Tom Skerritt〉）
- 廣告狂人 (第4季)（Robert Pryce）
- 打擊魔鬼（英语：The Man from U.N.C.L.E.）
- Mentors（英语：Mentors (TV series)）（Alex D'Amico）
- 神探阿蒙 (第5季)（Jack Monk〈Dan Hedaya〉）
- 夜班醫生 (第3季)（Clive〈藍斯·漢里克森〉）
- 北與南（英语：North and South (miniseries)）（Patrick Flynn〈羅伯特·米徹姆〉）
- 外星界限（英语：The Outer Limits (1963 TV series)）
- 新外星界限（英语：The Outer Limits (1995 TV series)）（Robert Vitale〈賴瑞·卓克〉）
- 人猿星球（英语：Planet of the Apes (TV series)）（Urko將軍〈Mark Lenard〉）
- 密諜（No.2〈Peter Wyngarde 飾演〉）
- 羅馬的榮耀（格奈烏斯·龐培〈Kenneth Cranham〉）
- 尋根（英语：Roots (1977 miniseries)）（Tom Moore〈查克·康納斯〉）
- 大榔頭
- 雷鳥神機隊 (1965年電視影集)（Norman所長）
- 都市奇俠（英语：The Equalizer (1985 TV series)）（康特羅）
- 鐵面無私 (1959年電視影集)（Al Capone〈Neville Brand〉）
- 失蹤現場 (第2季)（Fin）

#### 動畫
- 探險活寶（Ice President）
- 大力士海格力斯（英语：The Mighty Hercules）（Hercules〈第2代〉、鐵假面）
- 勇闖黃金城（Hernán Cortés〈Jim Cummings〉）
- X戰警 (1994年東京電視台版)（Forge）
- 校園嬌娃（傑瑞）

### 布偶劇
- 雷鳥神機隊（諾曼所長、馬修茲·菲爾德基地司令官、科拉爾大樓兒童醫院院長普林格爾）
- （B）

### 特攝影集
1959年
- 原子小金剛 (真人版)（ZZZ團員）[注 14]

1967年
- 光速超能人（基倫星人的配音）

1968年
- 河童三平 妖怪大作戰（旁白）

1971年
- 宇宙猿人哥利→宇宙猿人哥利對電子分光人（宇宙猿人猩猩的配音〈初代〉、第19·20話的廣播人員的配音）

1972年
- 快傑獅子丸（大魔王葛蘇的配音）
- 超人巴狼1號（木戶燐太郎刑事）[注 14]

1973年
- 風雲獅子丸（曼特爾葛德的配音）
- 流星人間（旁白）

1976年
- 圓盤戰爭潘基德（日语：円盤戦争バンキッド）（葛札雷司令的配音）

1978年
- UFO大戰爭 戰鬥吧！紅老虎（弗勒指揮官的配音）

1987年
- 假面騎士BLACK（旁白[注 15]）

1989年
- 哥吉拉vs碧奧蘭蒂（預告旁白）

1991年
- 哥吉拉vs王者基多拉（預告旁白）

1992年
- 哥吉拉vs摩斯拉（預告旁白）

1993年
- 哥吉拉vs機械哥吉拉（預告旁白、正篇旁白）

1994年
- 哥吉拉vs太空哥吉拉（預告旁白）

1995年
- 哥吉拉vs戴斯特洛伊亞（預告旁白）
- 超力戰隊王連者（巴拉飛鏢的配音）

1996年
- 激走戰隊車連者（VRV至尊的配音）

1998年
- 星獸戰隊銀河人（戴基烏斯的配音）

2002年
- 超人高斯2 THE BLUE PLANET（特報旁白）

2010年
- 大魔神華音（福松的配音）

2011年
- 假面騎士OOO（劇中劇旁白）

2012年
- 宇宙刑事卡邦 THE MOVIE（旁白[84]）

### 廣播
- （節目DJ）
- 永遠的大和號（スカルダート）
- All Night-NIPPON（日语：オールナイトニッポン）特輯 假面騎士10號誕生紀念 石森章太郎的All Night-NIPPON（日语：仮面ライダー10号誕生記念・石森章太郎のオールナイトニッポン）內的廣播劇『假面騎士ZX』（黑暗大使）

### CD
- 電撃CD文庫 侍魂（柳生十兵衛）
- ガ王 勇者王誕生！10連発!!（「勇者王誕生！歌唱指導附錄卡拉OK」的歌唱指導旁白）
- 創龍傳（田母澤篤）
- ～～（周防慶一郎）
- 寶貝神獸（日语：PON!とキマイラ） 學園天國篇（主播）
- 勇者王系列
  - 廣播劇特別篇1 ～生化機械人誕生～（旁白）
  - 廣播劇特別篇2 ～機器人闇酷冒險記～（旁白）
  - 廣播劇特別篇3 ～最強勇者美女軍團～（高之橋良輔博士、預告旁白）
  - 廣播劇特別篇4 ～永遠的ID5…～（旁白）

### 電視劇
- 代表執行刑事（日语：代表取締役刑事）（下集預告旁白）
- 西部警察（日语：西部警察）（旁白）

### 電影
- 電影 妖怪人間貝姆（旁白）
- 寅次郎的故事33 夜雾中的寅次郎（開頭標題的寅次郎作夢場面旁白）
- キクとイサム（日语：キクとイサム）
- 激動的昭和史 軍閥（旁白）
- 哥吉拉vs王者基多拉（預告旁白）
- 哥吉拉vs太空哥吉拉（預告旁白）
- 哥吉拉vs戴斯特洛伊亞（預告旁白）
- 哥吉拉vs碧奧蘭蒂（預告旁白）
- 哥吉拉vs摩斯拉（預告旁白）
- 哥吉拉vs機械哥吉拉（本篇&預告旁白）
- Summer Nude（日语：Summer Nude）（旁白）
- 魁!! 天兵高校 THE★MOVIE（宇宙猿人猩猩的配音）

### 旁白（綜藝節目）
NHK
- 偵探X的挑戰書！（日语：探偵Xからの挑戦状!）

日本電視台
- C之嵐！（日语：Cの嵐!）
- D之嵐！（日语：Dの嵐!）
- G之嵐！（日语：Gの嵐!）
- 嵐の宿題くん（日语：嵐の宿題くん）
- 週刊オリラジ經濟白書（日语：週刊オリラジ経済白書）
- 太田光的如果我是總理大臣…秘書田中。（日语：太田光の私が総理大臣になったら…秘書田中。）
- 驚き！謎マネー100連発·世間を騒がすアノ値段一挙公開スペシャル（日语：驚き!謎マネー100連発・世間を騒がすアノ値段一挙公開スペシャル）
- DOWN TOWN的不是給小孩的工作!!（日语：ダウンタウンのガキの使いやあらへんで!!）（不定期）
- 徳光&所のスポーツえらい人グランプリ（日语：徳光&所のスポーツえらい人グランプリ）
- 神奇腦能力!!（日语：マジカル頭脳パワー!!）－神奇推理劇場

TBS
- ウンナンの桜吹雪は知っている（日语：ウンナンの桜吹雪は知っている）（中期到最終回）
- 超級運動王（日语：最強の男は誰だ!壮絶筋肉バトル!!スポーツマンNo.1決定戦）
- Food Battle Club the 1st（日语：フードバトルクラブ）
- KUNOICHI（2006年9月27日之後）
- 極限體能王（第17回－第27回）
- 紳助社長的生產企劃大作戰！（日语：紳助社長のプロデュース大作戦!）
- 中居大師說（不定期）
- 日立 發現世界不可思議的地方！（日语：日立 世界・ふしぎ発見!）（不定期）
- 林肯總統（日语：リンカーン (テレビ番組)）（不定期）
- 超能力特別節目
- 前進世界各地日本人大挑戰（日语：さまぁ〜ずの世界のすげぇにツイテッタ〜）

TBS廣播
- 小林悠 (主播) たまむすび（日语：たまむすび）「筋話」（2014年7月4日）[注 16]

富士電視台
- FNN Super News（日语：FNNスーパーニュース）（特集單元，不定期）
- TUNNELS的託大家的福（「TUNNELS×DJ OZMA」單元）
- 働くおっさん劇場（日语：働くおっさん劇場）（不定期）
- ヨルタモリ（日语：ヨルタモリ）（塔摩格勒單元）

朝日電視台
- 突如其來！黃金傳說。（不定期）
- たけしのポリスアカデミー（日语：たけしのポリスアカデミー）
- 奇跡之門 電視的力量（日语：奇跡の扉 TVのチカラ）
- 史上最強のバラエティ クイズ100万ボルト（日语：史上最強のバラエティ クイズ100万ボルト）
- 激錄！全國警察24小時
- Sunday！Scramble（日语：サンデースクランブル）
- Super J Channel（日语：スーパーJチャンネル）
- トリハダ（秘）スクープ映像100科ジテン（日语：トリハダ（秘）スクープ映像100科ジテン）
- 列島警察搜査網 THE追跡（日语：列島警察捜査網 THE追跡）
- 侃侃諤諤（日语：侃侃諤諤 (テレビ番組)）（旁白）
- 橋下×羽鳥的新節目（暫）（日语：橋下×羽鳥の新番組（仮））

東京電視台
- 揭曉！歷史之謎（日语：決着!歴史ミステリー）
- 新說!? 日本之謎（日语：新説!?日本ミステリー）

TOKYO MX
- 真·二木高爾夫（日语：真・ニッキゴルフ）

BS-TBS
- 世界一周 魅惑的鐵道紀行 第38、39、67回－東方快車 禮賓部（旁白）

CBC
- イッポウ（日语：イッポウ）特輯 ～

家庭劇場
- ますおかの完パケましょう（日语：ますおかの完パケましょう）
- AKB48神TV

### 旁白（廣告）
- 安速電熱蚊香（日语：アースノーマット）（安速製藥（日语：アース製薬））
- 赤トラ （YANMAR）
- 朝日本生（朝日啤酒）
- Atari2800（雅達利）
- Apeos（足球篇）（富士施樂）
- 伊藤火腿包裝禮盒（伊藤火腿（日语：伊藤ハム））
- eo光（K-opticom（日语：ケイ・オプティコム））－關西地區
- DX超合金金剛戰神（POPPY）

- 萬普第2次超級機器人大戰α
- VISARUNO 丸井自創紳士服品牌（丸井）
- （[丸八眞綿] 错误：{{Lang}}：无效参数：|3=（帮助））
- 禮服（株式會社）
- （明治乳業）
- 百事可樂（百事可樂）
- （發行商不明）
- 北斗神拳香腸（大洋漁業（日语：マルハニチロ））
- POSCA（日语：ポスカ）教師篇 自動鉛筆（三菱鉛筆）
- 本田1300（日语：ホンダ・1300） 本田Z（日语：ホンダ・Z）（本田技研）
- Bon咖哩（日语：ボンカレー）（大塚食品）
- 本（龜甲萬）
- Hotto Motto
- MyMio（日语：マイミーオ）（兄弟工業）
- MAZDA Minivan Fair
- 丸大火腿（丸大食品）－1970年代廣告「。」
- 丸大Jiban香腸
- 企業廣告（Mitutoyo（日语：ミツトヨ））
- 美能達XD（柯尼卡美能達）
- （池田模範堂）1983年
- 明治製菓超人系列 巧克力効果
- 美孚HI無鉛（美孚石油）
- 炒麵&餛飩（まるか食品）
- 養樂多野菜果汁（養樂多總部）－飾演若松勉（當時的東京養樂多燕子隊外野手）
- UCC咖啡（UCC上島咖啡）1981年
- 李施德林（Warner Lambert發售。現已改從Johnson & Johnson發售。）
- 華歌爾 下網狀胸罩 1980代前半 褲子造型 胸罩襯墊1982～1983年・Y Back Bra
- WONDA（日语：WONDA） Short&Short（朝日飲料）
- 紀文的正月料理（紀文食品）
- 任天堂3DS（任天堂）
- 大戰亂!!三國志對決（Mobage）
- 冷棟食品（日本水產）1986年
- Regal果汁（Regal Corporation（日语：リーガルコーポレーション））

### 柏青哥遊戲
- CR銀河英雄傳說系列（阿德里安·魯賓斯基）
- CR哥普拉系列（水晶男孩）
- CR魯邦三世系列（次元大介）
- 魯邦三世柏青哥系列（次元大介）

### 其它
- 再見西部警察（旁白）
- 《週刊Fami通》6月13日號特別付錄DEMO用DVD（旁白）
- 東京國立博物館「對決 巨匠們的日本美術」音頻指南（俵屋宗達）
- 魯邦三世 Pilot Film（日语：ルパン三世 パイロットフィルム）（次元大介）
- 流星課長（旁白）短篇影片雜誌「Grasshoppa！VOL.3」收錄（2002年，導演：庵野秀明）

## 腳註

## 外部連結
- 小林清志 （页面存档备份，存于） （日語）－日本電影數據庫
- 小林清志 （页面存档备份，存于） （日語）－allcinema（日语：allcinema）
- 小林清志 （页面存档备份，存于） （日語）－KINENOTE（日语：キネマ旬報映画データベース）
- Kiyoshi Kobayashi （页面存档备份，存于） （英文）－網路電影資料庫
- 小林清志 Movie Walker （页面存档备份，存于） （日語）
- 小林清志｜東京俳優生活協同組合 （页面存档备份，存于） （日語）